# Proctor’s Theater

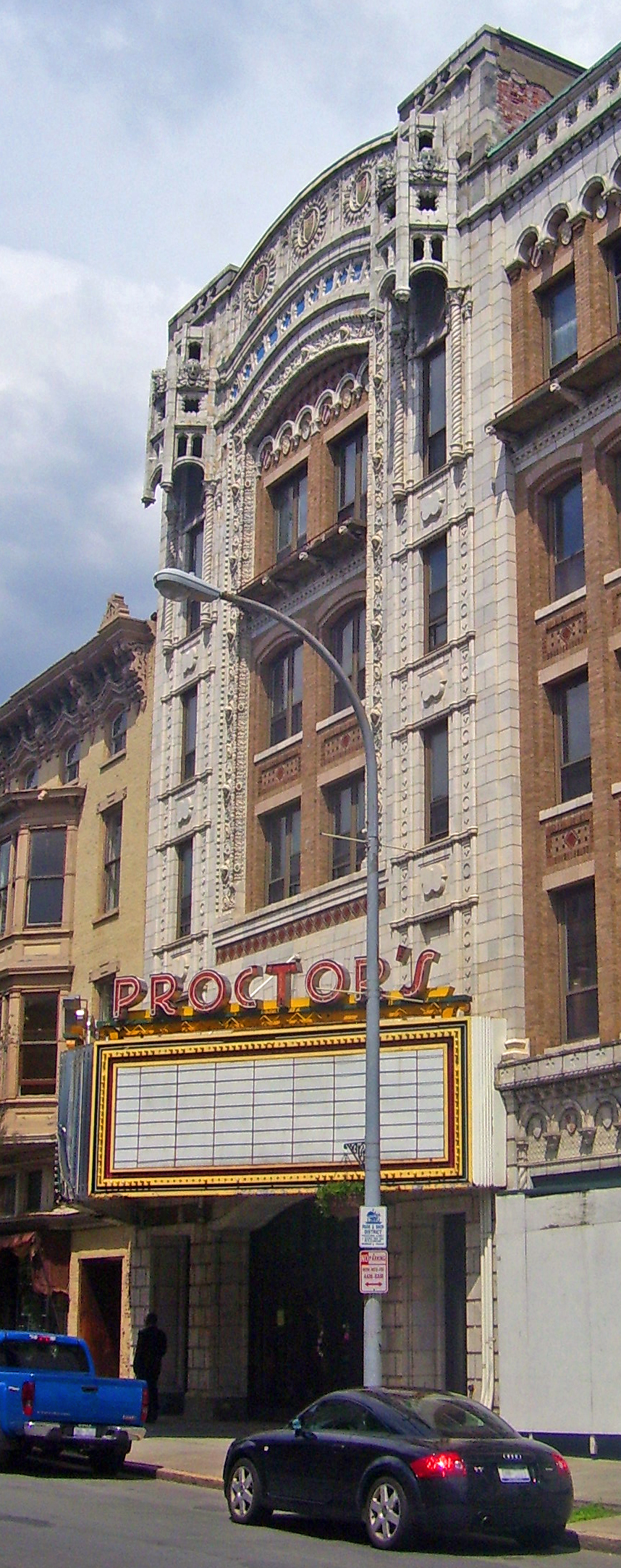
Blick auf den Haupteingang

Proctor’s Theater ist ein ehemaliges Kino und Theater an der Fourth Street (der nordwärts gerichteten US 4) in Troy, New York. Es wurde 1979 in das National Register of Historic Places eingetragen und ist seit 1986 ein beitragendes Objekt des Central Troy Historic Districts.
Das Filmtheater wurde 1914 für Vaudeville-Aufführungen des Entrepreneurs Frederick F. Proctor aus der Hauptstadtregion New Yorks errichtet. Dieser ließ auch ein Theater in Schenectady unter seinem Namen bauen. Der Saal mit zwei Balkonen ermöglichte die Anpassungen, die notwendig waren, um Kinofilme zu zeigen, als diese Unterhaltungsform kurz nach der Fertigstellung des Gebäudes in Mode kam.
Das Theater wurde Ende der 1970er Jahre geschlossen. Seitdem war es im Besitz mehrerer Eigentümer, zuletzt das Rensselaer Polytechnic Institute (RPI), welche verschiedene Pläne für Weiternutzung hatten, einschließlich der Weiternutzung als Theater oder der Umwandlung in Büroflächen. Keiner davon wurde umgesetzt, und das Gebäude bleibt ungenutzt.

## Gebäude
Das Theater ist Bestandteil einer Reihe von Gebäuden an der Ostseite der Fourth Street. Es hat fünf Stockwerke und die Frontfassade ist stark dekoriert, wobei sich Backstein mit Marmor und Terracotta abwechseln. Im Erdgeschoss erheben sich Rustika-Säulen zu Löwenköpfen empor. Fünf verbundene Säulen aus Marmor rahmen die oberen Stockwerke ein und erheben sich zu Wasserspeier-ähnlichen Figuren und zwei Türme oberhalb der Dachtraufe schließen das Gebäude an den beiden Enden der Fassade ab.
Das Innere des Gebäudes hat unter den Jahren der Vernachlässigung gelitten, der Grundriss ist jedoch unverändert. Die geflieste Eingangshalle mit Bogendecken und vertäfelten Wänden führt zu einem Treppenhaus, über das der Aufgang zu den Balkonen besteht und in das Foyer mit dem Zugang zum Zuschauerraum des Theaters auf Orchesterebene. Blattgold verzierte einst die Bögen in diesem Bereich. Im Mittelpunkt des Proszeniums steht ein Bild von David Lithgow, das den Besuch von Lafayette in Troy 1824 darstellt. Alle diese Inventarbestandteile sind unverändert, seit das Theater errichtet wurde.

## Geschichte
Proctor, der vorher bereits Vaudeville-Theater in Albany und New York City erbaute und erfolgreich betrieb, beauftragte Arlard Johnson mit dem Entwurf des Theaters und erhoffte sich das größte Projekt, seitdem er drei Jahrzehnte zuvor ins Geschäft gekommen war. Der Bau kostete 325.000 US-Dollar (1914) und als das Theater 1914 eröffnet wurde, war es der größte Bau seiner Art in New York und wurde als Bauwerk gepriesen, das „an vorderster Stelle in amerikanischen Theaterkreisen rangiert“.
Von ihrem Entstehen, hatte Proctor das Potential erkannt, welches dem Kinofilm zukommen würde und begann, seine Theater an dieses neue Medium anzupassen. Die Form der klassischen Doppelbalkone eignete sich gut für die Filmvorführung, da dadurch das Publikum überall im Saal eine gute Sicht zur Bühne hatte. Das Theater war nicht von Anfang an auf die Filmvorführung vorbereitet, da keine Kammer für den Filmprojektor vorgesehen war und die Leinwand fehlte, aber in den 1920er Jahren wurde beides hinzugefügt. Während jener Zeit umfassten Aufführungen, wie es in vielen Theatern damals üblich war, sowohl Livedarbietungen als auch filmische Unterhaltung. Als in den 1930er Jahren der Tonfilm aufkam, wodurch Livedarbietungen überflüssig wurden, entfernte man die zentralen Kronleuchter und neben weiteren Renovierungen verschwanden auch die Malereien aus der Lobby.
Nach dem Tode Proctors 1929 wurde das Theater weiter betrieben und war ein beliebtes Ziel der Unterhaltung-Suchenden. Nach der Mitte des 20. Jahrhunderts ging die Zahl der Besucher zurück, einerseits durch das Aufkommen des Fernsehens, andererseits durch die Verstädterung. 1977 wurde die Einrichtung schließlich geschlossen, die letzte Aufführung wurde von nur vierzig Leuten verfolgt. Ein Jahr später erwarb die Stadt das Eigentum im Rahmen einer Zwangsvollstreckung der damaligen Eigentümer. Es ist das einzige erhaltene Kinotheater in Troy, wird allerdings seitdem nicht mehr zu diesem Zweck genutzt.